# Carinaulus coreensis
Carinaulus coreensis är en skalbaggsart som beskrevs av Kim 1986. Carinaulus coreensis ingår i släktet Carinaulus och familjen Aphodiidae. Inga underarter finns listade.